# بول سوتر
بول سوتر (بالإنجليزية: Paul Soter)‏ هو كاتب سيناريو وممثل أمريكي، ولد في 16 أغسطس 1969 بساكرامنتو في الولايات المتحدة.

## أعمال

### أفلام
- (2001) سوبر تروبرس[1]
- (2005) ذا دوكس اوف هازرد[2]

## وصلات خارجية
- بول سوتر على موقع IMDb (الإنجليزية)
- بول سوتر على موقع قاعدة بيانات الفيلم (الإنجليزية)